# Edward Lubowski
Edward Lubowski, född 19 mars 1837 i Kraków, död 17 maj 1923 i Warszawa, var en polsk författare.
Lubowski var sedan 1865 bosatt i Warszawa. Han uppträdde, förutom med åtskilliga romaner, historiska studier och översättningar från bland andra William Shakespeare och Heinrich Heine, med flera lustspel och sededramer samt vann i synnerhet framgång genom de tre karaktärsskådespelen Nietoperze (Fladdermössen, 1874), Przesądy (Fördomar, 1875) och Sąd honorowy (Hedersdomstolen, 1880), vilka framställer den skuldlöse individens kamp mot den genom skickligt förtal missledda allmänna meningen.